# Paul-Ciprian Pintea
Paul-Ciprian Pintea (n. 2 noiembrie 1987) este un politician român, ales în 2024 senator din partea POT. În iunie 2025, el s-a alăturat Partidului Social Democrat (PSD).

## Înainte de politică
Paul-Ciprian Pintea s-a născut pe 2 noiembrie 1987 în Republica Socialistă România.
În martie 2024, Pintea a fost condamnat la un an și două luni de închisoare cu suspendare pentru conducere fără permis. Timp de doi ani, trebuie să se prezinte periodic la Serviciul de probațiune și să efectueze 40 de ore de muncă în folosul comunității. Câteva luni mai târziu, a fost prins din nou conducând fără permis.

## Carieră politică

### Legislatura I (2024–prezent)
În urma alegerilor parlamentare din 2024 pe 1 decembrie, Pintea a fost ales membru al Senatului României în județul Sălaj din partea Partidul Oamenilor Tineri (POT), preluând mandatul pe 21 decembrie. Pintea a candidat pe locul 2 și a intrat în Parlament după redistribuirea voturilor. Pintea a devenit cunoscut în spațiul public după ce și-a trecut în CV că învață la o academie de matrimoniale și că la 12 ani a început liceul. În realitate, Pintea are doar 10 clase și calificarea zidar-pietrar-tencuitor. Pintea a terminat doar 10 clase. Acest lucru a devenit cunoscut în aprilie 2025.
Pe 4 iunie 2025, Pintea s-a alăturat Partidului Social Democrat (PSD). Acceptarea conducerii lui PSD de a-l primi în partid pe Pintea, precum și pe alți nouă transfugi din POT și SOS, a dus la critici din partea lui senatorul PSD Titus Corlățean, fost ministru de Externe. Pe 17 iunie, Pintea a fost condamnat de Înalta Curte de Casație și Justiție (ÎCCJ) pentru conducerea unui autovehicul fără a avea permis. Judecătorii au mai decis ca Pintea să frecventeze un program de reintegrare socială, precum și muncă neremunerată în folosul comunității, pe o perioadă de 60 de zile. Pintea a atacat hotărârea pe rolul Completului de 5 judecători, iar primul termen al apelului a fost stabilit pentru data de 13 octombrie 2025.